# Tú volverás
"Tú volverás" ("Voltarás") foi a canção que representou a Espanha no Festival Eurovisão da Canção 1975, interpretada em espanhol por Sergio (nome verdadeiro: Sergio Blanco Rivas e Estíbaliz (nome verdadeiro: Estíbaliz Uranga Améraza). A canção tinha letra, música e orquestração de Juan Carlos Calderón López De Arroyabe.
A canção descreve a emoção dos cantores esperando pelo seu grande amor e que irá regressar um dia.
A canção espanhola foi a 17.ª a ser interpretada na noite do evento, a seguir à canção portuguesa "Madrugada", interpretada por Duarte Mendes e antes da canção sueca "Jennie, Jennie", interpretada por Lasse Berghagen. No final, a canção espanhola terminou em 10.º lugar, e recebendo um total de 53 pontos.